# Medicinsk behandling
Medicinsk behandling er behandling med lægemidler. Behandlingen involverer ikke kirurgi.
| Lægevidenskab | Spire Denne artikel om lægevidenskab er en spire som bør udbygges. Du er velkommen til at hjælpe Wikipedia ved at udvide den. |